# قدرت (فیلم ۲۰۲۱)
قدرت (به انگلیسی: The Power) فیلمی هندی محصول سال ۲۰۲۱ و به کارگردانی ماهش مانجرکار است. در این فیلم بازیگرانی همچون ویدیوت جاموال، شروتی حسن، ماهش مانجرکار، جیشو سنگوپتا، ساچین خدکار، مدها مانجرکار، ذاکر حسین، پراتیک بابار، یوویکا چانداری، سونال چوهان، مرونمایی دشپنده، سودهانشو پاندی و چتان هانسراج ایفای نقش کرده‌اند.